# Лихтенштадт, Владимир Осипович
Владимир Осипович Лихтенштадт, он же Мазин (16 декабря 1882 — 15 октября 1919) — русский революционер (эсер-максималист, меньшевик, затем член РКП (б)), переводчик.

## Биография
Родился в образованной еврейской семье. Отец — литератор и судебный деятель, статский советник Иосиф Моисеевич Лихтенштадт (1842—1896); мать — переводчик французской литературы Марина Львовна Лихтенштадт (урождённая Гросман, 1857—1937), участник «Народной воли» и создатель «Группы помощи политическим заключённым Шлиссельбургской каторжной тюрьмы» (ей посвящена книга А. Я. Бруштейн «Цветы Шлиссельбурга»).
Образование получил на математическом факультете Петербургского университета и в Лейпцигском университете.
Во время событий 9 января 1905 года в Петербурге стал свидетелем разгона мирного шествия рабочих. По просьбе писательницы Л. Я. Гуревич распечатал на множительном аппарате составленный ей бюллетень с описанием событий дня. Этот текст вместе с Рабочей петицией и воззваниями Георгия Гапона нелегально распространялся по всей России. Под впечатлением событий 9 января обратился к активной революционной деятельности.
В 1905 году женился на Марии Михайловне Звягиной (которая была в следующем году арестована вместе с ним и освобождена через год после следствия). В 1905—1906 годах примыкал к эсерам-максималистам. Работал в лаборатории по изготовлению бомб. 12-го августа 1906 года доставил бомбы лицам, бросившим их на даче председателя совета министров П. А. Столыпина, на Аптекарском острове. В результате мощного взрыва на даче Столыпина 27 человек погибли на месте, 33 были тяжело ранены, многие потом скончались. Сам Столыпин не пострадал.
В октябре 1906 года был арестован по делу о покушении на Столыпина. Признал свою принадлежность к «максималистам», изготовление снарядов для взрыва дачи Столыпина на Аптекарском острове и для экспроприации денег 14 октября 1906 г., а также вынос с квартиры, куда были доставлены похищенные деньги, некоторой их части, но отказался указать место, куда он их унёс.
На суде от защиты отказался и был приговорён военным судом к смертной казни через повешение. Был помилован, смертная казнь ему была заменена пожизненной каторгой. В течение 11 лет находился в заключении в Шлиссельбургской крепости, откуда был освобождён во время Февральской революции 1917 года.
После освобождения примыкал к меньшевикам, но в июне 1919 года вступил в РКП(б). Работал заведующим издательством Коминтерна. Вспоминал о нем в своих мемуарах Виктор Серж. 
Сотрудничал в журнале «Коммунистический интернационал».
В августе 1919 года вступил добровольцем в Красную Армию, был комиссаром штаба 6-й дивизии 7-й армии. 15 октября 1919 года, во время наступления Юденича на Петроград в бою под Кипенью захвачен белогвардейцами и расстрелян. Несколько иначе излагал обстоятельства его гибели в своих мемуарах Виктор Серж. 
Будет похоронен на Площади Жертв Революции в Ленинграде.

## Творчество
В 1901 году выпустил перевод книги Альфонса Доде «Маленький человек (История одного ребенка)»; в том же годы вышли его «Заметки о жизни».
В тюрьме Шлиссельбургской крепости в ожидании смертной казни занимался переводами с французского и немецкого языков, в том числе в его переводах были опубликованы «Искания рая» Шарля Бодлера (Le Paradis Artificies — Искусственный рай, 1908), первые русские переводы книг «Пол и характер» Отто Вейнингера (1908—1909) и «Единственный и его достояние» Макса Штирнера (1906 и 1910).
Посмертно вышел сборник избранных философских эссе Гёте «Гёте: борьба за реалистическое мировоззрение; искания и достижения в области изучения природы и теории познания» (1920), также созданный в период заключения в 1913—1914 годах. Этот сборник включал как переводы из Гёте, так и сопроводительные эссе самого В. Лихтенштадта «Гёте и философия природы».
Все выполненные В. О. Лихтенштадтом переводы многократно переиздавались.

## Семья
- Жена (с 1905 года) — Мария Михайловна Звягина (в браке Лихтенштадт, 1886—1942), близкая подруга Е. И. Дмитриевой, М. А. Волошина и Н. С. Гумилёва. Вторым браком (1914) была замужем за врачом-терапевтом и инфекционистом Михаилом Дмитриевичем Тушинским (впоследствии академиком АМН СССР, 1882—1962). В. О. Лихтенштадт состоял в переписке с М. М. Звягиной как во время заключения, так и после освобождения (последнее письмо было отправлено ей перед расстрелом).
- Тётя — Елизавета Львовна Яницкая (урождённая Гросман, 1853—1914), земский врач, одна из первых в Российской империи женщин получила диплом врача; жена военно-полевого хирурга, генерала, доктора медицины Фёдора Феодосьевича Яницкого  (1852—1937).
- Тётя — Раиса Львовна Прибылёва (урождённая Розалия Львовна Гросман, 1858—1900), участница «Народной воли», осуждённая по делу «семнадцати народовольцев» (1883); жена литераторов-народовольцев Александра Васильевича Прибылёва (1857—1936) и Николая Сергеевича Тютчева (1856—1924).
- Двоюродная сестра — психоаналитик Вера Фёдоровна Шмидт, жена Отто Юльевича Шмидта.
- Двоюродный брат — библиотечный деятель, книговед, библиограф, историк, географ, статистик, доктор географических наук Николай Фёдорович Яницкий.

## Сочинения и переводы
- Альфонс Доде. Маленький человек (История одного ребёнка). Пер. В. Лихтенштадта. СПб: Товарищество М. О. Вольф, 1901.
- Эмерсон. Сочинения. Альфонс Доде. Заметки о жизни. Переводчики В. Лихтенштадт и К. Толстой. СПб: Редакция «Нового Журнала Иностранной Литературы», 1901.
- Шарль Бодлер. Искания рая. СПб: Сириус, 1908 (переиздания — Бодлер Ш. Искусственный рай / Пер. В. Лихтенштадта. СПб.: Петербург — XXI век, 1994, и ряд других).
- Отто Вейнингер. Пол и характер. Теоретическое исследование. Пер. с нем. В. Лихтенштадта. Предисл. А. Л. Волынского. СПб: Посев, 1908 и 1909; М.: Сфинкс, 1909 (ряд современных переизданий)[9].
- Макс Штирнер. Единственный и его достояние. М.: Сириус 1906 и СПб.: Издание В. М. Саблина, 1910.
- Гёте: Борьба за реалистическое мировоззрение. Искания и достижения в области изучения природы и теории познания. Перевод и комментарии В. Лихтенштадта. Редакция и предисловие А. Богданова. Труды Социалистической Академии. М.—П.: Государственное издательство, 1920 и 1922 (ряд переизданий, например Гёте. Учение о цвете. Теория познания. Пер. В. О. Лихтенштадт. М.: Либроком, 2012). — С. 468.
- В. Лихтенштадт-Мазин. Письма В. О. Лихтенштадта к М. М. Тушинской // Минувшее: Ист. Альманах. М.—СПб., 1996. Т. 20.

## О нём
- Борьба за Петроград, 15 октября — 6 ноября 1919 года: (сб. док.). — Пг.: Гос. изд-во, 1920. С. 303—307.
- Илья Ионов. Владимир Осипович Лихтенштадт (Мазин). — М., Пг.: Гос. изд-во, 1921.
- Виктор Серж. Владимир Осипович Лихтенштадт (1921).
- Сквозь время...: документальные очерки. М.: Молодая гвардия, 1968.